# Конкиста
Конкиста (на испански: Conquista) е населено място и община в Испания. Намира се в провинция Кордоба, в състава на автономната област Андалусия. Общината влиза в състава на района (комарка) Вале де лос Педрочес. Заема площ от 39 km². Населението му е 418 души (по данни към 1 януари 2017 г.). Разстоянието до административния център на провинцията е 96 km.

## Демография
| 1996 | 1998 | 1999 | 2000 | 2001 | 2002 | 2003 | 2004 | 2005 | 2006 | 2011 | 2017 |
| ---- | ---- | ---- | ---- | ---- | ---- | ---- | ---- | ---- | ---- | ---- | ---- |
| 530  | 512  | 508  | 501  | 494  | 497  | 488  | 492  | 483  | 486  | 455  | 418  |